# エニド
エニド（The Enid）は、かつてバークレイ・ジェイムス・ハーヴェストとの仕事で知られるキーボード奏者のロバート・ジョン・ゴドフリーによって1973年に結成されたイギリスのプログレッシブ・ロック・バンドである。他の核となるメンバーには、創設時のギタリストであるスティーヴ・スチュワートとフランシス・リケリッシュ、そして長く在籍したドラマーであるデイヴ・ストーレイがいる。エニドのメンバー構成は多くの変更を経てきたが、常にゴドフリーが実権を握っている。現在のラインナップは、ゴドフリーとギタリストのジェイソン・ダッカーを中心に構成されている。
ゴドフリーは、ライターズ・ブロック（作家の壁）の期間に関連したうつ病の発作を告白した。これに加えて、ゴドフリーは糖尿病に苦しんでいる。また、アルツハイマー病と診断されたことを2014年に明らかにしたが、2018年にはかなり回復し、元の診断に欠陥があった疑いがあると発表した。2020年現在、バンドはとても活発に活動を続けており、レコーディングとツアーを行っている。

## 略歴
エニドは、パンク・ロックが音楽シーンに爆発的に登場したのとほぼ同時にレコーディングを開始した。ゴドフリーは、エニドの皮肉な音楽がクラシック音楽を含んでいるのは、セックス・ピストルズ同様にアナーキーだからだと常に見なしていたと述べているが、BBCラジオ1の番組『フライデー・ロック・ショー』でトミー・ヴァンスが頻繁に流してくれたにもかかわらず、音楽的にも商業的にも認知度は上がらなかった。1981年に、バンドはキム・ワイルドのセルフタイトルによるデビュー・アルバムのほとんどの音楽を演奏した。
バンドの5枚目のアルバムで、1983年にリリースされたアルバム『何かが道をやってくる(サムシング・ウィキッド・ディス・ウェイ・カム)』は、ゴドフリーが疑似オペラ・スタイルで歌う、当時のドラマーであるクリス・ノースが書いた歌詞をフィーチャーした最初のエニドのアルバムである。これは核戦争の脅威と人々がそれに対応するさまざまな方法を扱ったコンセプト・アルバムであった。
エニドは1997年から2010年にアルバム『ジャーニーズ・エンド』がリリースされるまでの間、フル・アルバムをリリースしなかった。しかし、2009年のアルバム『Arise and Shine』は、それまでのアルバムから新しくリミックスされ部分的に再録音された楽曲と、『ジャーニーズ・エンド』からの曲の先行収録を特徴としていた。
2012年12月、バンドの13枚目のアルバム『インヴィクタ』が『ガーディアン』誌の「読者による2012年のアルバム」投票で9位に選ばれ、「The One and the Many」が「読者による2012年の楽曲」カテゴリーで6位になった。
2013年6月、バンドの唯一の創設メンバーであるロバート・ジョン・ゴドフリーがアルツハイマー病と診断され、その結果、近い将来にバンドから引退することが明らかとなった。バンドは彼の脱退後もゴドフリーの同意を得て継続する予定であるとした。
キーボード奏者のウィリアム・ギルモアは、グラント・マッケイ・ギルモアと、アフロ・ケルト・サウンド・システムのマーティン・ラッセルとともに、エニド脱退後に新しいバンド「クラフト (Craft)」を結成した。バンドは1984年に、黄道帯の「おひつじ座」「おうし座」「ふたご座」「かに座」「しし座」「おとめ座」という6星座に基づくエニド的なスタイルのインストゥルメンタルをフィーチャーしたセルフタイトルのミニ・アルバムを制作した。このアルバムは、1992年にアメリカのレーベル「Kinetic Discs」からCDでリリースされた。このCDには、2曲の短いボーナストラック「Branislana」と「And So to Sleep」が追加されている。どちらかといえば、こちらの方がエニドの影響をさらに強く受けていた。
2016年3月、ゴドフリーはツアーを引退することを明らかにし、キーボード奏者のザック・ブロックとボーカリストのジョー・ペインが、ゴドフリーのパフォーマンスのすべてを側面からカバーした。このツアーのラインナップは、ブロック、ペインに、ギタリストのジェイソン・ダッカーとマックス・リード、ドラマーのデイヴ・ストーレイ、そして新しいベーシストのジョシュ・ジャッドであった。翌月、ゴドフリーがバンドから引退したことが公式に明らかにされた。
2016年9月5日、フロントマンとして5年を過ごしたペインがバンドを脱退したと発表された。そしてその3日後、ギタリストのリードとストーレイもエニドからの脱退を決め、バンドはブロック、ダッカー、戻ってきたドラマーのドミニク・トフィールドで構成されていることが明かされた。
2018年4月、ゴドフリーは安定的なバンド運営を確保するためバンドに戻ることを発表し、彼自身の健康も改善したことを発表した。2020年1月、エニドはゴドフリーとダッカ―という2人のメンバーで構成され、元々『Homily』と呼ばれるゴドフリーのソロ・アルバムとしてリリースされることを意図していたニュー・アルバム『U』に取り組んでいる。

## マーケティングの革新
伝統的なヴァイナル・レコードとCDのリリースに加えて、1990年代後半にバンドは「オーダーメイドCD」の制作も開拓した。カタログからリスナーが選んだレア・トラックを含む、通販によるカスタム・コンピレーションCD-Rである。このサービスは数年後に廃止された。
2001年に、バンドは「Inner Sanctum」とマーケティング契約を結び、バンドのバックカタログのほとんどがそのレーベルから再発されることとなった。しかし、2009年に彼らは「Inner Sanctum」がバンドの名前と著作権を不法に支配しようとしていることを発表した。その後の法的措置の結果として、アルバム『ジャーニーズ・エンド』は、バンド自身の「Enidiworks / Operation Seraphim」レーベルからリリースされた。
エニドの公式ウェブサイトは、バンドの過去のレコーディングのいくつかに関係していたため、論争の詳細を後で伝えた。このサイトは、2010年に「Inner Sanctum」が『夏星の国』および『エアリー・フェアリー・ナンセンス』のオリジナルのEMIバージョンの違法な海賊版をリリースしたと述べている。この結果、EMIは偽造品を阻止するためにジェラルド・パーマーに対して行動を起こし、彼らが所有する3枚のアルバム（『夏星の国』『エアリー・フェアリー・ナンセンス』およびゴドフリーの1974年のソロ・アルバム『ハイペリオンの没落』）に対して、「Operation Seraphim（バンド自身のレコード・レーベル）」に世界的なライセンスを付与することに同意した。バンドと「Inner Sanctum」との間の論争はまだ進行中である。
2006年3月、ゴドフリーはバンドのウェブサイトで、バックカタログ全体を高品質のMP3として無料ダウンロードできるようにすることを発表した。ゴドフリーは次のように書いている。「この目的は、エニドの音楽ができるだけ多くの人々に届き、私が死んだときに完全に消えないようにすることにあります。エニドは私のライフ・ワークなのです。この決断を下したことは、私のエニドに対する考え方に影響を与え、私にさらなる行動を起こさせるかもしれません」。
2012年、エニドは13枚目のスタジオ・アルバム『インヴィクタ』をリリースした。

## メンバー
現在のメンバー
- ロバート・ジョン・ゴドフリー (Robert John Godfrey) - キーボード、ボーカル (1973年–1999年、2007年–2016年、2018年– )
- デイヴ・ストーレイ (Dave Storey) - ドラム、パーカッション (1974年–1975年、1976年–1979年、1984年–1988年、1998年–1999年、2007年–2016年、2019年– )
- ニコラス・ウィリス (Nicholas Willes) - ベース、パーカッション、ギター (2009年–2014年、2019年– )
- ジェイソン・ダッカー (Jason Ducker) - ギター、ボーカル (2007年– )
- トリスタン・ミカード (Tristan Mitchard) - キーボード、ボーカル (2019年– )

旧メンバー
- スティーヴ・スチュワート (Steve Stewart) - ギター、ベース (1973年–1988年、1995年)
- フランシス・リケリッシュ (Francis Lickerish) - ギター (1973年–1980年、1984年、1988年)
- ピーター・ロバーツ (Peter Roberts) - ボーカル (1973年–1975年) ※1975年死去
- ニック・マグナス (Nick Magnus) - キーボード (1973年–1974年)
- デヴィッド・ウィリアムス (David Williams) - ベース (1973年–1974年)
- グレン・トレット (Glen Tollet) - ベース、キーボード、チューバ (1974年–1976年、1983年–1984年)
- ニール・カヴァナー (Neil Kavanagh) - ベース (1974年–1975年)
- ロビー・ドブソン (Robbie Dobson) - ドラム、パーカッション (1975年–1976年、1979年–1980年)
- チャーリー・エルストン (Charlie Elston) - キーボード (1976年–1977年)
- ジェレミー・トランター (Jeremy Tranter) - ベース (1976年)
- テリー・パック (Terry "Thunderbags" Pack) - ベース (1976年–1979年、1985年)
- ウィリアム・ギルモア (William Gilmour) - キーボード (1977年–1980年)
- マーティン・ラッセル (Martin Russell) - キーボード、ベース (1979年–1980年)
- トニー・フリアー (Tony Freer) - コーラングレ、オーボエ (1979年)
- クリス・ノース (Chris North) - ドラム、パーカッション (1980年–1984年、1984年–1988年)
- ロバート・ペリー (Robert Perry) - キーボード (1988年)
- ウェイン・コックス (Wayne Cox) - ドラム、パーカッション (1993年-1995年)
- ゲイリー・メンデル (Gary Mendel) - ベース (1993年-1995年)
- スティーヴ・ヒューズ (Steve Hughes) - ドラム、パーカッション (1993年–1998年)
- ニック・メイ (Nick May) - ギター、キーボード (1993年–1995年)
- トビー・ホースネイル (Tobey Horsenail) - ボーカル FX (1995年)
- ケス (Kes) - ボーカル FX (1995年)
- トーリン (Torin) - ボーカル FX (1995年)
- グラント・ジェイミーソン (Grant Jamieson) - ギター (1995年–1999年)
- アレックス・ツェンタイズ (Alex Tsentides) - ベース (1995年–1997年)
- マックス・リード (Max Read) - ギター、ベース (1997年–1999年、2007年–2016年)
- ジョー・ペイン (Joe Payne) - ボーカル、キーボード (2011年–2016年)
- ザック・ブロック (Zach Bullock) - ボーカル、キーボード (2015年–2018年)
- ドミニク・トフィールド (Dominic Tofield) - ドラム、パーカッション、ベース、ボーカル (2014年-2015年、2016年-2017年)

## ディスコグラフィ

### スタジオ・アルバム
- 『夏星の国』 - In the Region of the Summer Stars (1976年) ※旧邦題『夏天空の伝説』『イン・ザ・リージョン・オブ・ザ・サマー・スターズ』
- 『エアリー・フェアリー・ナンセンス』 - Aerie Faerie Nonsense (1977年) ※旧邦題『秘密の花園』
- 『タッチ・ミー』 - Touch Me (1979年)
- 『シックス・ピーセス』 - Six Pieces (1980年) ※旧邦題『6人の夢人たち』
- 『何かが道をやってくる(サムシング・ウィキッド・ディス・ウェイ・カム)』 - Something Wicked This Way Comes (1983年) ※旧邦題『滅びの都』
- 『ザ・スペル』 - The Spell (1985年) ※旧邦題『呪いの封印』
- Fand (1985年)
- 『サロメ』 - Salome (1986年)
- 『ザ・シード・アンド・ザ・ソーワー』 - The Seed and the Sower (1988年)
- 『トリッピング・ザ・ライト・ファンタスティック』 - Tripping the Light Fantastic (1994年)
- Sundialer (1995年)
- 『ホワイト・ゴッデス』 - White Goddess (1997年)
- 『ジャーニーズ・エンド』 - Journey's End (2010年)
- 『インヴィクタ』 - Invicta (2012年)
- First Light (2014年)
- 『ザ・ブリッジ』 - The Bridge (2015年)
- 『ダスト』 - Dust (2016年)
- 『復活』 - Resurgency (2017年)
- 『U』 - U (2019年)

### ライブ・アルバム
- 『ライヴ・アット・ハマースミスvol.1』 - Live at Hammersmith (Vol. 1) (1984年) ※1979年録音
- 『ライヴ・アット・ハマースミスvol.2』 - Live at Hammersmith (Vol. 2) (1984年) ※1979年録音
- 『ザ・スタンド 1984-ライヴ・アット・ザ・ウォール(マンチェスター) 1985-スタジオ・アウトテイクス&レアリティーズ』 - The Stand (1984年)
- The Enid at Hammersmith 17 October 1986 (1986年) ※オフィシャル・ブートレッグ
- The Enid at Hammersmith 30 October 1987 (1987年) ※オフィシャル・ブートレッグ
- 『ファイナル・ノイズ』 - Final Noise (1988年)
- Live at Town Hall, Birmingham (2010年)
- 『ライヴ・ウィズ・ザ・CBSO・アット・シンフォニー・ホール』 - Live with The CBSO at Symphony Hall (2012年)
- Live At HRH Prog 3 & Live And Unreleased (2015年)
- 『ライヴ・アット・ジ・ユニオン・チャペル』 - The Bridge Show - Live at Union Chapel (2015年)
- 『サムシング・ウィキッド・ディス・ウェイ・カムズ(ライヴ・アット・クラレット・ホール・ファーム&ストーンヘンジ 1984)』 - Something Wicked This Way Comes - Live At Claret Hall Farm And Stonehenge 1984 (2016年)
- 『ライヴ・イン・東京 2016(ロバート・ジョン・ゴドフリー、最後のステージの記録)』 - Live In Tokyo 2016 (Last Show Of Robert J.Godfrey On Stage) (2017年)
- 『ライヴ・アット・ザ・シタデル 2017』 - Live at the Citadel (2018年) ※with Robert John Godfrey
- 『70th バースディ・コンサート』 - Live At Union Chapel 2017 (Robert John Godfrey 70th Birthday Concert) (2018年) ※with Robert John Godfrey

### コンピレーション・アルバム
- The Stand 2 (1985年)
- Lovers And Fools (1986年)
- Liverpool (1986年)
- Inner Pieces (1987年)
- Inner Visions (1988年)
- The Story of The Enid (1991年) ※told in words and music by Robert John Godfrey
- 『アン・オルタナティヴ・ヒストリー』 - An Alternative History Volume One (1994年)
- 『アナーキー・オン・45 エニド・シングル・コレクション』 - Anarchy on 45 (1996年) ※シングル集
- Members one of Another (1996年) ※ファンクラブ向け
- Healing Hearts (1996年)
- Tears of the Sun (1999年)
- 『40th アニヴァーサリー・ボックス・セット』 - 40 Years (2014年)

### その他のアルバム
- Arise and Shine (2009年)
- Arise and Shine Volume 2 - Risen (2011年)
- Arise and Shine Volume 3 - Shining (2012年)

### シングル
- "The Lovers"/"In The Region Of Summer Stars" (1976年)
- "Jubilee"/"Omega" (1977年) ※未リリース
- "Golden Earrings"/"Omega" (1977年)
- "Dambusters March"/"Land Of Hope & Glory"/"The Skyeboat Song" (1979年)
- "Fool" (with Malcolm Le Maistre)/"Tito" (1980年)
- "Golden Earrings"/"665 The Great Bean" (1980年))
- "When You Wish Upon A Star"/"Jessica" (1981年)
- "Heigh Ho"/"Twinkle Twinkle Little Star" (1980年)
- "Then There Were None"/"Letter From America" (1982年)
- "Then There Were None"/"Letter From America"/"Raindown" (1984年)
- "Itchycoo Park"/"Sheets Of Blue" (1986年)
- "Salome"/"Salomee" (1990年)